# DVD-Video

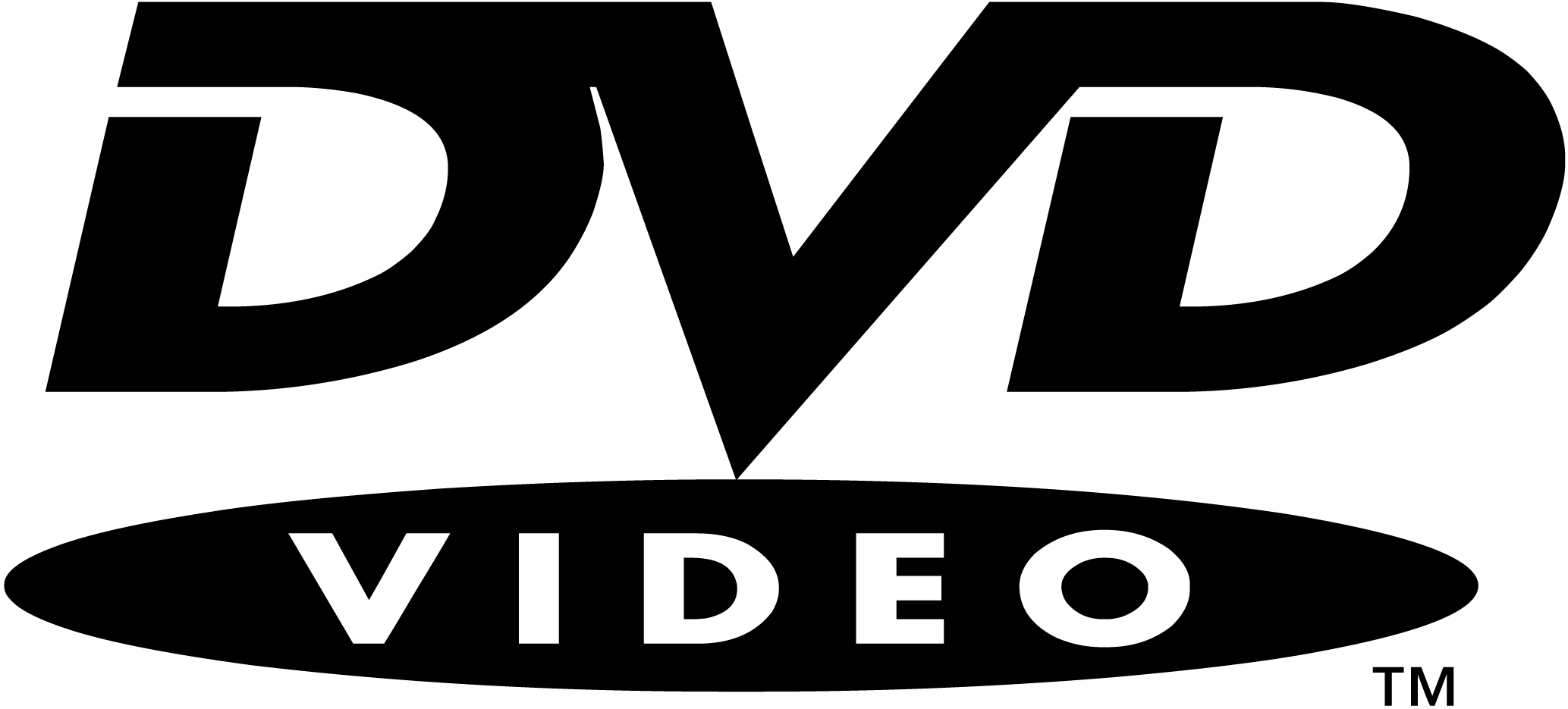
Stare logo DVD-Video

DVD-Video – standard definiujący zawartość dysków DVD przeznaczonych wyłącznie do odtwarzania filmów.

## Definicja standardu
Standard DVD-Video definiuje następujące elementy:
- system plików na płycie DVD – najczęściej UDF 1.02 lub UDF/ISO Bridge UDF 1.02;
- rozmieszczenie plików na płycie i ich nazewnictwo;
- format zapisu wideo – algorytm kompresji stratnej MPEG-2,(najczęściej stosowane rozdzielczości to:
  - 720×576 dla systemu PAL
  - 720×480 dla NTSC),
- format zapisu dźwięku – standardowo każda ścieżka musi być zapisana w jednym z poniższych formatów:
  - MPEG-1 Audio Layer-2 (MP2)
  - Dolby Digital (AC-3)
  - zwykłe nieskompresowane PCM, rzadko LPCM
  - opcjonalnie:
    - DTS
    - SDDS
- powiązanie ze sobą strumieni (tj. audio, wideo, napisy dialogowe itp.) – w plikach VOB.

## Możliwości
Możliwości jakie oferuje DVD-Video:
- maksymalny bitrate dla płyt DVD wynosi – 1,2 MB/s (9800 kb/s);
- ponad 2 godziny filmu w wysokiej jakości, maksymalnie 8 do 30 godzin filmu w jakości VHS;
- skalowanie 4:3 lub 16:9;
- osiem wysokiej jakości ścieżek audio, każda z maks. 8 kanałami;
- do 32 zestawów napisów;
- do 9 ustawień kamery do wyboru podczas odtwarzania;
- menu startowe i możliwość tworzenia prostych programów interaktywnych (gry itp.);
- brak konieczności przewijania, bezpośredni dostęp do wybranego momentu filmu poprzez wybór predefiniowanej sceny (ang. chapters), tytułu (ang. titles) lub podanie dokładnej lokalizacji (godzina/minuta/sekunda).

Większość odtwarzaczy DVD oferuje dodatkowo opcje takie jak:
- zoom ×2, ×4;
- zwalnianie i przyśpieszanie tempa odtwarzania filmu;
- możliwość odtwarzania płyt CD-Audio, niektóre radzą sobie też z muzyką w formacie MP3 i WMA oraz filmami w formatach DivX / XviD.